# Bernard Louis Cattaneo
Pour les articles homonymes, voir Cattaneo.
Bernard Louis Cattaneo, né le 7 mars 1769 à Ajaccio (Corse), mort le 14 juin 1832 à Joigny (Yonne), est un général français de la révolution et de l’Empire.

## États de service
Il entre en service comme sous-lieutenant au régiment Royal-Corse en 1786, il est nommé capitaine le 27 mai 1792, il combat à Jemappes le 6 novembre 1792 et à Fleurus le 26 juin 1794. Il est fait chevalier de Saint-Louis.
En l’an VII, il est envoyé à l’armée d’Italie et il se distingue au mois de vendémiaire an VIII à la prise de Loreto et à l’assaut de Fano, ce qui lui vaut le 22 brumaire an VIII (13 novembre 1799), le grade de chef de bataillon au régiment de chasseurs Corse incorporé plus tard au 8e Régiment d’infanterie légère.
En l’an IX et en l'an X il est à l’armée du Portugal puis, il fait partie des troupes du camp de Saint-Omer en l’an XI et en l’an XII. Il est fait chevalier de la Légion d’honneur le 17 thermidor an XII (5 août 1804), et il est nommé colonel le 12 pluviôse an XIII (1er février 1805) au 102e régiment d’infanterie. 
En 1806, il est envoyé au service du roi de Naples. Il est promu général de brigade le 20 mai 1808 et aide de camp de Murat, qu’il suit lors de la campagne de Russie. Il est grièvement blessé à la bataille de la Moskowa le 7 septembre 1812 et il est élevé au rang de général de division le 15 septembre 1812. Il est fait officier de la Légion d’honneur le 5 décembre 1812.
De retour à Naples, il fait les campagnes de 1814 et 1815 avec l’armée Napolitaine et est emmené en Moravie comme prisonnier de guerre. De retour en France en 1816, il reste en disgrâce toute la période de la restauration.
Il meurt à Joigny, le 14 juin 1832.

## Sources
- « Cote LH/449/74 », base Léonore, ministère français de la Culture
- Thierry Pouliquen, « Les généraux français et étrangers ayant servis [sic] dans la Grande Armée » (consulté le 29 juin 2013)
- http://www.napoleon-series.org/research/frenchgenerals/c_frenchgenerals7.html
- Philippe Le Bas, Dictionnaire encyclopédique, F.Didot, janvier 1841, 588 p. (lire en ligne), p. 300.
- A. Liévyns, J.M Verdot, P.Bégat, Fastes de la Légion-d'honneur, biographie de tous les décorés, accompagnée de l'histoire législative et réglementaire de l'ordre, bureau de l'administration, janvier 1847, 575 p. (lire en ligne), p. 19.